# A mexikói labdarúgó-válogatott mérkőzései

## Éves bontásban

### 2010
| Időpont             | Helyszín                              | Ellenfél                    | Eredmény | Kiírás                       | Mexikói gólszerzők                                               |
| ------------------- | ------------------------------------- | --------------------------- | -------- | ---------------------------- | ---------------------------------------------------------------- |
| 2010. február 24.   | USA, San Francisco                    | Bolívia (s)                 | 5 - 0    | barátságos                   | Barrera (2.), J. Hernández (12., 20.), Luna (20.), Aguilar (52.) |
| 2010. március 3.    | USA, Los Angeles                      | Új-Zéland (s)               | 2 - 0    | barátságos                   | J. Hernández (53.), C. Vela (57.)                                |
| 2010. március 18.   | Mexikó, Torreón                       | Észak-Korea (o)             | 2 - 1    | barátságos                   | Blanco (51.),J. Hernández (68.)                                  |
| 2010. március 24.   | USA, Charlotte                        | Izland (s)                  | 0 - 0    | barátságos                   |                                                                  |
| 2010. május 7.      | USA, New Jersey                       | Ecuador (s)                 | 0 - 0    | barátságos                   |                                                                  |
| 2010. május 10.     | USA, Chicago                          | Szenegál (s)                | 1 - 0    | barátságos                   | Medina (60.)                                                     |
| 2010. május 13.     | USA, Houston                          | Angola (s)                  | 1 - 0    | barátságos                   | Guardado (52.)                                                   |
| 2010. május 16.     | Mexikó, Mexikóváros                   | Chile (o)                   | 1 - 0    | barátságos                   | Medina (13.)                                                     |
| 2010. május 24.     | Egyesült Királyság, London            | Anglia (i)                  | 1 - 3    | barátságos                   | Franco (45.)                                                     |
| 2010. május 26.     | Németország, Freiburg                 | Hollandia (s)               | 1 - 2    | barátságos                   | J. Hernández (74.)                                               |
| 2010. május 30.     | Németország, Bayreuth                 | Gambia (s)                  | 5 - 1    | barátságos                   | J. Hernández (17., 50.) Bautista (58., 74.) Medina (80.)         |
| 2010. június 3.     | Belgium, Brüsszel                     | Olaszország (s)             | 2 - 1    | barátságos                   | C.Vela (17.) Medina (84.)                                        |
| 2010. június 11.    | Dél-afrikai Köztársaság, Johannesburg | Dél-afrikai Köztársaság (i) | 1 - 1    | Világbajnokság, A csoport    | Márquez (79.)                                                    |
| 2010. június 17.    | Dél-afrikai Köztársaság, Polokwane    | Franciaország (s)           | 2 - 0    | Világbajnokság, A csoport    | J.Hernández (64.) Blanco (79.)                                   |
| 2010. június 22.    | Dél-afrikai Köztársaság, Rustenburg   | Uruguay (s)                 | 0 - 1    | Világbajnokság, A csoport    |                                                                  |
| 2010. június 27.    | Dél-afrikai Köztársaság, Johannesburg | Argentína (s)               | 1 - 3    | Világbajnokság, nyolcaddöntő | J. Hernández (71.)                                               |
| 2010. augusztus 11. | Mexikó, Mexikóváros                   | Spanyolország (o)           | 1 - 1    | barátságos                   | J. Hernández (12.)                                               |
| 2010. szeptember 4. | Mexikó, Zapopan                       | Ecuador (o)                 | 1 - 2    | barátságos                   | Checa (40., öngól)                                               |
| 2010. szeptember 7. | Mexikó, San Nicolás de los Garza      | Kolumbia (o)                | 1 - 0    | barátságos                   | E. Hernández (89.)                                               |
| 2010. október 12.   | Mexikó, Ciudad Juárez                 | Venezuela (o)               | 2 - 2    | barátságos                   | J. Hernández (34.) Dos Santos (61.)                              |

### 2011
| Időpont             | Helyszín                      | Ellenfél                | Eredmény | Kiírás                          | Mexikói gólszerzők                                            |
| ------------------- | ----------------------------- | ----------------------- | -------- | ------------------------------- | ------------------------------------------------------------- |
| 2011. február 9.    | USA, Atlanta                  | Bosznia-Hercegovina (s) | 2 - 0    | barátságos                      | J. Hernández (48.) Pacheco (55.)                              |
| 2011. március 26.   | USA, Oakland                  | Paraguay (s)            | 3 - 1    | barátságos                      | J. Hernández (7., 34.) Guardado (28.)                         |
| 2011. március 29.   | USA, San Diego                | Venezuela (s)           | 1 - 1    | barátságos                      | De Nigris (58.)                                               |
| 2011. május 28.     | USA, Seattle                  | Ecuador (s)             | 1 - 1    | barátságos                      | Torres (7.)                                                   |
| 2011. június 1.     | USA, Denver                   | Új-Zéland (s)           | 3 - 0    | barátságos                      | Dos Santos (22., 30.), De Nigris (43.)                        |
| 2011. június 5.     | USA, Dallas                   | Salvador (s)            | 5 - 0    | CONCACAF-aranykupa, A csoport   | Juárez (55.), De Nigris (58.), J. Hernández (60., 67., 90+3.) |
| 2011. június 9.     | USA, Charlotte                | Kuba (s)                | 5 - 0    | CONCACAF-aranykupa, A csoport   | J. Hernández (36., 76.) Dos Santos (63., 68.) De Nigris (65.) |
| 2011. június 12.    | USA, Chicago                  | Costa Rica (s)          | 4 - 1    | CONCACAF-aranykupa, A csoport   | Márquez (17.) Guardado (19., 26.) Barrera (38.)               |
| 2011. június 18.    | USA, New Jersey               | Guatemala (s)           | 2 - 1    | CONCACAF-aranykupa, negyeddöntő | De Nigris (48.) J. Hernández (66.)                            |
| 2011. június 22.    | USA, Houston                  | Honduras (s)            | 2 - 0    | CONCACAF-aranykupa, elődöntő    | De Nigris (93.) J. Hernández (99.)                            |
| 2011. június 25.    | USA, Pasadena                 | Egyesült Államok (i)    | 4 - 2    | CONCACAF-aranykupa, döntő       | Barrera (29., 50.) Guardado (36.) Dos Santos (76.)            |
| 2011. július 4.     | Argentína, San Juan           | Chile (s)               | 1 - 2    | Copa América, C csoport         | Araujo (40.)                                                  |
| 2011. július 8.     | Argentína, Ciudad de Mendoza  | Peru (s)                | 0 - 1    | Copa América, C csoport         |                                                               |
| 2011. július 12.    | Argentína, La Plata           | Uruguay (s)             | 0 - 1    | Copa América, C csoport         |                                                               |
| 2011. augusztus 10. | USA, Philadelphia             | Egyesült Államok (i)    | 1 - 1    | barátságos                      | Peralta (17.)                                                 |
| 2011. szeptember 2. | Lengyelország, Varsó          | Lengyelország (i)       | 1 - 1    | barátságos                      | J. Hernández (34.)                                            |
| 2011. szeptember 4. | Spanyolország, Barcelona      | Chile (s)               | 1 - 0    | barátságos                      | Guardado (79.)                                                |
| 2011. október 11.   | Mexikó, Torreón               | Brazília (o)            | 1 - 2    | barátságos                      | David Luiz (10., öngól)                                       |
| 2011. november 11.  | Mexikó, Santiago de Querétaro | Szerbia (o)             | 2 - 0    | barátságos                      | Salcido (2.) J. Hernández (87.)                               |

### 2012
| Időpont              | Helyszín               | Ellenfél                | Eredmény | Kiírás                   | Mexikói gólszerzők                                                               |
| -------------------- | ---------------------- | ----------------------- | -------- | ------------------------ | -------------------------------------------------------------------------------- |
| 2012. január 25.     | USA, Houston           | Venezuela (s)           | 3 - 1    | barátságos               | Salcido (68.) Márquez (88.) Peralta (89.)                                        |
| 2012. február 29.    | USA, Miami             | Kolumbia (s)            | 0 - 2    | barátságos               |                                                                                  |
| 2012. május 27.      | USA, New York          | Wales (s)               | 2 - 0    | barátságos               | De Nigris (43., 88.)                                                             |
| 2012. május 31.      | USA, Chicago           | Bosznia-Hercegovina (s) | 2 - 1    | barátságos               | Dos Santos (6.) J. Hernández (90.)                                               |
| 2012. június 3.      | USA, Arlington         | Brazília (s)            | 2 - 0    | barátságos               | Dos Santos (21.) J. Hernández (32.)                                              |
| 2012. június 8.      | Mexikó, Mexikóváros    | Guyana (o)              | 3 - 1    | Vb-selejtező, 3. forduló | Salcido (11.) Dos Santos (15.) Rodrigues (51., öngól)                            |
| 2012. június 12.     | Salvador, San Salvador | Salvador (i)            | 2 - 1    | Vb-selejtező, 3. forduló | Zavala (60.) Moreno (82.)                                                        |
| 2012. augusztus 15.  | Mexikó, Mexikóváros    | Egyesült Államok (o)    | 0 - 1    | barátságos               |                                                                                  |
| 2012. szeptember 7.  | Costa Rica, San José   | Costa Rica (i)          | 2 - 0    | Vb-selejtező, 3. forduló | Salcido (44.) Zavala (52.)                                                       |
| 2012. szeptember 11. | Mexikó, Mexikóváros    | Costa Rica (o)          | 1 - 0    | Vb-selejtező, 3. forduló | J. Hernández (61.)                                                               |
| 2012. október 12.    | USA, Houston           | Guyana (s)              | 5 - 0    | Vb-selejtező, 3. forduló | Guardado (78.) Peralta (79.) Pollard (82., öngól) J. Hernández (84.) Reyna (86.) |
| 2012. október 16.    | Mexikó, Torreón        | Salvador (o)            | 2 - 0    | Vb-selejtező, 3. forduló | Peralta (64.) J. Hernández (85.)                                                 |

### 2013
| Időpont              | Helyszín                 | Ellenfél               | Eredmény | Kiírás                             | Mexikói gólszerzők                                           |
| -------------------- | ------------------------ | ---------------------- | -------- | ---------------------------------- | ------------------------------------------------------------ |
| 2013. január 30.     | USA, Phoenix             | Dánia (s)              | 1 - 1    | barátságos                         | Fabián (67.)                                                 |
| 2013. február 6.     | Mexikó, Mexikóváros      | Jamaica (o)            | 0 - 0    | Vb-selejtező, 4. forduló           |                                                              |
| 2013. március 22.    | Honduras, San Pedro Sula | Honduras (i)           | 2 - 2    | Vb-selejtező, 4. forduló           | J. Hernández (28., 54.)                                      |
| 2013. március 26.    | Mexikó, Mexikóváros      | Egyesült Államok (o)   | 0 - 0    | Vb-selejtező, 4. forduló           |                                                              |
| 2013. április 17.    | USA, San Francisco       | Peru (s)               | 0 - 0    | barátságos                         |                                                              |
| 2013. május 31.      | USA, Houston             | Nigéria (s)            | 2 - 2    | barátságos                         | J. Hernández (21., 70.)                                      |
| 2013. június 4.      | Jamaica, Kingston        | Jamaica (i)            | 1 - 0    | Vb-selejtező, 4. forduló           | De Nigris (48.)                                              |
| 2013. június 7.      | Panama, Panamaváros      | Panama (i)             | 0 - 0    | Vb-selejtező, 4. forduló           |                                                              |
| 2013. június 11.     | Mexikó, Mexikóváros      | Costa Rica (o)         | 0 - 0    | Vb-selejtező, 4. forduló           |                                                              |
| 2013. június 16.     | Brazília, Rio de Janeiro | Olaszország (s)        | 1 - 2    | Konföderációs kupa, A csoport      | J. Hernández (34.)                                           |
| 2013. június 19.     | Brazília, Fortaleza      | Brazília (i)           | 0 - 2    | Konföderációs kupa, A csoport      |                                                              |
| 2013. június 22.     | Brazília, Belo Horizonte | Japán (s)              | 2 - 1    | Konföderációs kupa, A csoport      | J. Hernández (54., 66.)                                      |
| 2013. július 7.      | USA, Los Angeles         | Panama (s)             | 1 - 2    | CONCACAF-aranykupa, A csoport      | Fabián (45+2.)                                               |
| 2013. július 11.     | USA, Seattle             | Kanada (s)             | 2 - 0    | CONCACAF-aranykupa, A csoport      | Jiménez (41.) Fabián (56.)                                   |
| 2013. július 14.     | USA, Denver              | Martinique (s)         | 3 - 1    | CONCACAF-aranykupa, A csoport      | Fabián (21.) Montes (34.) Ponce (90.)                        |
| 2013. július 20.     | USA, Atlanta             | Trinidad és Tobago (s) | 1 - 0    | CONCACAF-aranykupa, negyeddöntő    | Jiménez (84.)                                                |
| 2013. július 24.     | USA, Arlington           | Panama (s)             | 1 - 2    | CONCACAF-aranykupa, elődöntő       | Montes (26.)                                                 |
| 2013. augusztus 14.  | USA, New York            | Elefántcsontpart (s)   | 4 - 1    | barátságos                         | Boka (10., öngól) Peralta (27., 45+1.) Reyna (89.)           |
| 2013. szeptember 6.  | Mexikó, Mexikóváros      | Honduras (o)           | 1 - 2    | Vb-selejtező, 4. forduló           | Peralta (5.)                                                 |
| 2013. szeptember 10. | USA, Columbus            | Egyesült Államok (i)   | 0 - 2    | Vb-selejtező, 4. forduló           |                                                              |
| 2013. október 11.    | Mexikó, Mexikóváros      | Panama (o)             | 2 - 1    | Vb-selejtező, 4. forduló           | Peralta (40.) Jiménez (85.)                                  |
| 2013. október 15.    | Costa Rica, San José     | Costa Rica (i)         | 1 - 2    | Vb-selejtező, 4. forduló           | Peralta (29.)                                                |
| 2013. október 30.    | USA, San Diego           | Finnország (s)         | 4 - 2    | barátságos                         | Márquez (8.) Peña (24.) Peralta (47.) Escoboza (65.)         |
| 2013. november 13.   | Mexikó, Mexikóváros      | Új-Zéland (o)          | 5 - 1    | Interkontinentális vb-pótselejtező | Aguilar (32.) Jiménez (40.) Peralta (48., 80.) Márquez (84.) |
| 2013. november 20.   | Új-Zéland, Wellington    | Új-Zéland (i)          | 4 - 2    | Interkontinentális vb-pótselejtező | Peralta (14., 29., 33.) Peña (86.)                           |

### 2014
| Időpont             | Helyszín                      | Ellenfél                | Eredmény | Kiírás                      | Mexikói gólszerzők                           |
| ------------------- | ----------------------------- | ----------------------- | -------- | --------------------------- | -------------------------------------------- |
| 2014. január 29.    | USA, San Antonio              | Dél-Korea (s)           | 4 - 0    | barátságos                  | Peralta (36.) Pulido (45., 85., 88.)         |
| 2014. március 5.    | USA, Atlanta                  | Nigéria (s)             | 0 – 0    | barátságos                  |                                              |
| 2014. április 2.    | USA, Glendale                 | Egyesült Államok (i)    | 2 – 2    | barátságos                  | Márquez (49.) Pulido (67.)                   |
| 2014. május 28.     | Mexikó, Mexikóváros           | Izrael (o)              | 3 – 0    | barátságos                  | Layún (43., 62.) Fabián (84.)                |
| 2014. május 31.     | USA, Arlington                | Ecuador (s)             | 3 – 1    | barátságos                  | Montes (20.) Fabián (68.) Dos Santos (76.)   |
| 2014. június 3.     | USA, Chicago                  | Bosznia-Hercegovina (s) | 0 – 1    | barátságos                  |                                              |
| 2014. június 6.     | USA, Foxborough               | Portugália (s)          | 0 – 1    | barátságos                  |                                              |
| 2014. június 13.    | Brazília, Natal               | Kamerun (s)             | 1 – 0    | Világbajnokság (A csoport)  | Peralta (60.)                                |
| 2014. június 17.    | Brazília, Fortaleza           | Brazília (i)            | 0 – 0    | Világbajnokság (A csoport)  |                                              |
| 2014. június 23.    | Brazília, Recife              | Horvátország (s)        | 3 – 1    | Világbajnokság (A csoport)  | Márquez (72.) Guardado (75.) Hernández (82.) |
| 2014. június 29.    | Brazília, Fortaleza           | Hollandia (s)           | 1 – 2    | Világbajnokság nyolcaddöntő | Dos Santos (48.)                             |
| 2014. szeptember 6. | USA, Santa Clara              | Chile (s)               | 0 – 0    | barátságos                  |                                              |
| 2014. szeptember 9. | USA, Commerce City            | Bolívia (s)             | 1 – 0    | barátságos                  | Layún (18.)                                  |
| 2014. október 9.    | Mexikó, Tuxtla Gutiérrez      | Honduras (o)            | 2 – 0    | barátságos                  | Hernández (21.), Alanís (37.)                |
| 2014. október 12.   | Mexikó, Santiago de Querétaro | Panama (o)              | 1 – 0    | barátságos                  | Torres (88.)                                 |
| 2014. november 12.  | Hollandia, Amszterdam         | Hollandia (i)           | 3 – 2    | barátságos                  | Vela (7., 62.), Hernández (68.)              |
| 2014. november 18.  | Fehéroroszország, Bariszav    | Fehéroroszország (i)    | 2 – 3    | barátságos                  | Jiménez (47., 52.)                           |

### 2015
| Időpont             | Helyszín                 | Ellenfél               | Eredmény | Kiírás                                          | Mexikói gólszerzők                                                    |
| ------------------- | ------------------------ | ---------------------- | -------- | ----------------------------------------------- | --------------------------------------------------------------------- |
| 2015. március 28.   | USA, Los Angeles         | Ecuador (s)            | 1 – 0    | barátságos                                      | Hernández (13.)                                                       |
| 2015. március 31.   | USA, Kansas City         | Paraguay (s)           | 1 – 0    | barátságos                                      | Herrera (2.)                                                          |
| 2015. április 15.   | USA, San Antonio         | Egyesült Államok (i)   | 0 – 2    | barátságos                                      |                                                                       |
| 2015. május 30.     | Mexikó, Tuxtla Gutiérrez | Guatemala (o)          | 3 – 0    | barátságos                                      | Herrera (31., 63.) J. M. Corona (74.)                                 |
| 2015. június 3.     | Peru, Lima               | Peru (i)               | 1 – 1    | barátságos                                      | Valenzuela (76.)                                                      |
| 2015. június 7.     | Brazília, São Paulo      | Brazília (i)           | 0 – 2    | barátságos                                      |                                                                       |
| 2015. június 12.    | Chile, Viña del Mar      | Bolívia (s)            | 0 – 0    | Copa América                                    |                                                                       |
| 2015. június 15.    | Chile, Santiago de Chile | Chile (i)              | 3 – 3    | Copa América                                    | Vuoso (21., 66.) Jiménez (29.)                                        |
| 2015. június 19.    | Chile, Rancagua          | Ecuador (s)            | 1 – 2    | Copa América                                    | Jiménez (64.)                                                         |
| 2015. június 27.    | USA, Orlando             | Costa Rica (s)         | 2 – 2    | barátságos                                      | G. dos Gantos (52.) Hernández (54.)                                   |
| 2015. július 1.     | USA, Houston             | Honduras (s)           | 0 – 0    | barátságos                                      |                                                                       |
| 2015. július 9.     | USA, Chicago             | Kuba (s)               | 6 – 0    | CONCACAF-aranykupa                              | Peralta (17., 36., 61.) Vela (22.) Guardado (43.) G. dos Santos (75.) |
| 2015. július 12.    | USA, Phoenix             | Guatemala (s)          | 0 – 0    | CONCACAF-aranykupa                              |                                                                       |
| 2015. július 15.    | USA, Charlotte           | Trinidad és Tobago (s) | 4 – 4    | CONCACAF-aranykupa                              | Aguilar (32.) Vela (51.) Guardado (88.) (+ az ellenfél egy öngólja)   |
| 2015. július 19.    | USA, East Rutherford     | Costa Rica (s)         | 1 – 0    | CONCACAF-aranykupa                              | Guardado (124.)                                                       |
| 2015. július 22.    | USA, Atlanta             | Panama (s)             | 2 – 1    | CONCACAF-aranykupa                              | Guardado (99., 105.)                                                  |
| 2015. július 26.    | USA, Philadelphia        | Jamaica (s)            | 3 – 1    | CONCACAF-aranykupa                              | Guardado (31.) J. M. Corona (46.) Peralta (60.)                       |
| 2015. szeptember 4. | USA, Sandy               | Trinidad és Tobago (s) | 3 – 3    | barátságos                                      | Esquivel (40.) Jiménez (55.) Herrera (85.)                            |
| 2015. szeptember 8. | USA, Dallas              | Argentína (s)          | 2 – 2    | barátságos                                      | Hernández (19.) Herrera (70.)                                         |
| 2015. október 10.   | USA, Pasadena            | Egyesült Államok (i)   | 3 – 2    | a 2017-es konföderációs kupán való részvételért | Hernández (19.) Peralta (96.) Aguilar (118.)                          |
| 2015. október 13.   | Mexikó, Toluca           | Panama (o)             | 1 – 0    | barátságos                                      | Vela (45.)                                                            |
| 2015. november 13.  | Mexikó, Mexikóváros      | Salvador (o)           | 3 – 0    | vb-selejtező                                    | Guardado (7.) Herrera (41.) Vela (63.)                                |
| 2015. november 17.  | Honduras, San Pedro Sula | Honduras (i)           | 2 – 0    | vb-selejtező                                    | Corona (66.) Damm (72.)                                               |

### 2016
| Időpont             | Helyszín            | Ellenfél             | Eredmény | Kiírás                    | Mexikói gólszerzők                                  |
| ------------------- | ------------------- | -------------------- | -------- | ------------------------- | --------------------------------------------------- |
| 2016. február 10.   | USA, Miami          | Szenegál (s)         | 2 – 0    | barátságos                | Dueñas (73.) Pizarro (87.)                          |
| 2016. március 25.   | Kanada, Vancouver   | Kanada (i)           | 3 – 0    | vb-selejtező              | Hernández (31.) Lozano (39.) Corona (72.)           |
| 2016. március 29.   | Mexikó, Mexikóváros | Kanada (o)           | 2 – 0    | vb-selejtező              | Guardado (17.) J. Corona (45.)                      |
| 2016. május 28.     | USA, Atlanta        | Paraguay (s)         | 1 – 0    | barátságos                | Guardado (32.)                                      |
| 2016. június 1.     | USA, San Diego      | Chile (s)            | 1 – 0    | barátságos                | Hernández (86.)                                     |
| 2016. június 5.     | USA, Glendale       | Uruguay (s)          | 3 – 1    | Copa América, csoportkör  | Márquez (85.) Herrera (92.) (és egy uruguayi öngól) |
| 2016. június 9.     | USA, Pasadena       | Jamaica (s)          | 2 – 0    | Copa América, csoportkör  | Hernández (18.) Peralta (81.)                       |
| 2016. június 13.    | USA, Houston        | Venezuela (s)        | 1 – 1    | Copa América, csoportkör  | J. M. Corona (80.)                                  |
| 2016. június 18.    | USA, Santa Clara    | Chile (s)            | 0 – 7    | Copa América, negyeddöntő |                                                     |
| 2016. szeptember 2. | SLV, San Salvador   | Salvador (i)         | 3 – 1    | vb-selejtező              | Moreno (52.) Sepúlveda (58.) Jiménez (73.)          |
| 2016. szeptember 6. | MEX, Mexikóváros    | Honduras (o)         | 0 – 0    | vb-selejtező              |                                                     |
| 2016. október 8.    | USA, Nashville      | Új-Zéland (s)        | 2 – 1    | barátságos                | Dos Santos (29.) Fabián (56.)                       |
| 2016. október 11.   | USA, Bridgeview     | Panama (s)           | 1 – 0    | barátságos                | Peralta (59.)                                       |
| 2016. november 11.  | USA, Columbus       | Egyesült Államok (i) | 2 – 1    | vb-selejtező              | Layún (20.) Márquez (89.)                           |
| 2016. november 15.  | PAN, Panamaváros    | Panama (i)           | 0 – 0    | vb-selejtező              |                                                     |

### 2017
| Időpont             | Helyszín                          | Ellenfél               | Eredmény | Kiírás             | Mexikói gólszerzők                         |
| ------------------- | --------------------------------- | ---------------------- | -------- | ------------------ | ------------------------------------------ |
| 2017. február 8.    | USA, Las Vegas                    | Izland (s)             | 1 – 0    | barátságos         | Pulido (21.)                               |
| 2017. március 24.   | Mexikó, Mexikóváros               | Costa Rica (o)         | 2 – 0    | vb-selejtező       | Hernández (7.) Araujo (45.)                |
| 2017. március 28.   | Trinidad és Tobago, Port of Spain | Trinidad és Tobago (i) | 1 – 0    | vb-selejtező       | Reyes (58.)                                |
| 2017. május 27.     | USA, Los Angeles                  | Horvátország (s)       | 1 – 2    | barátságos         | J. Hernández (87.)                         |
| 2017. június 1.     | USA, East Rutherford              | Írország (s)           | 3 – 1    | barátságos         | Corona (16.) Jiménez (25.) Vela (54.)      |
| 2017. június 8.     | Mexikó, Mexikóváros               | Honduras (o)           | 3 – 0    | vb-selejtező       | Alanís (34.) Lozano (63.) Jiménez (66.)    |
| 2017. június 11.    | Mexikó, Mexikóváros               | Egyesült Államok (o)   | 1 – 1    | vb-selejtező       | Vela (23.)                                 |
| 2017. június 18.    | Oroszország, Kazán                | Portugália (s)         | 2 – 2    | konföderációs kupa | Hernández (42.) Moreno (91.)               |
| 2017. június 21.    | Oroszország, Szocsi               | Új-Zéland (s)          | 2 – 1    | konföderációs kupa | Jiménez (54.) Peralta (72.)                |
| 2017. június 24.    | Oroszország, Kazán                | Oroszország (i)        | 2 – 1    | konföderációs kupa | Araujo (30.) Lozano (52.)                  |
| 2017. június 28.    | USA, Houston                      | Ghána (s)              | 1 – 0    | barátságos         | Hernández (32.)                            |
| 2017. június 29.    | Oroszország, Szocsi               | Németország (s)        | 1 – 4    | konföderációs kupa | Fabián (89.)                               |
| 2017. július 1.     | USA, Seattle                      | Paraguay (s)           | 2 – 1    | barátságos         | Pizarro (19.) Hernández (26.)              |
| 2017. július 2.     | Oroszország, Moszkva              | Portugália (s)         | 1 – 2    | konföderációs kupa | portugál öngól                             |
| 2017. július 9.     | USA, San Diego                    | Salvador (s)           | 3 – 1    | CONCACAF-aranykupa | Marín (8.) Hernández (29.) Pineda (55.)    |
| 2017. július 13.    | USA, Denver                       | Jamaica (s)            | 0 – 0    | CONCACAF-aranykupa |                                            |
| 2017. július 16.    | USA, San Antonio                  | Curaçao (s)            | 2 – 0    | CONCACAF-aranykupa | Sepúlveda (22.) Álvarez (91.)              |
| 2017. július 20.    | USA, Glendale                     | Honduras (s)           | 1 – 0    | CONCACAF-aranykupa | Pizarro (4.)                               |
| 2017. július 23.    | USA, Pasadena                     | Jamaica (s)            | 0 – 1    | CONCACAF-aranykupa |                                            |
| 2017. szeptember 1. | Mexikó, Mexikóváros               | Panama (o)             | 1 – 0    | vb-selejtező       | Lozano (53.)                               |
| 2017. szeptember 5. | Costa Rica, San José              | Costa Rica (i)         | 1 – 1    | vb-selejtező       | Costa Rica-i öngól                         |
| 2017. október 6.    | Mexikó, San Luis Potosí           | Trinidad és Tobago (o) | 3 – 1    | vb-selejtező       | Lozano (78.) Hernández (88.) Herrera (94.) |
| 2017. október 10.   | Honduras, San Pedro Sula          | Honduras (i)           | 2 – 3    | vb-selejtező       | Peralta (17.) Vela (39.)                   |
| 2017. november 10.  | Belgium, Brüsszel                 | Belgium (i)            | 3 – 3    | barátságos         | Guardado (38.) Lozano (56., 60.)           |
| 2017. november 13.  | Lengyelország, Gdańsk             | Lengyelország (i)      | 1 – 0    | barátságos         | Jiménez (13.)                              |